# Partida Napoleão em fuga
A Partida Napoleão em Fuga é uma partida de xadrez criada pela mestre russo, compositor e teórico do enxadrismo Alexander Petrov no ano de 1824 que simboliza a trágica retirada das tropas de Napoleão Bonaparte de Moscou até Paris, ocorrida em 1812.